# Karasivka
Karasivka (en ucraïnès: Карасівка, rus: Карасёвка, Karassiovka) és un poble de la República Autònoma de Crimea a Ucraïna, que el 2014 tenia 174 habitants. Pertany al districte de Bilohirsk.